# 제쓰로 툴
제쓰로 툴(Jethro Tull)은 1967년 랭커셔주 블랙풀에서 결성된 영국의 록 밴드다. 처음에 블루스 록과 재즈 퓨전을 연주했던 이 밴드는 후에 프로그레시브 록 시그니처를 만들기 위해 하드 록과 포크 록의 요소를 결합하는 그들의 소리를 발전시켰다. 이 밴드는 보컬리스트/플로티스트/기타리스트 이언 앤더슨이 지휘하며 기타리스트 믹 에이브러햄즈와 마틴 바레, 키보디스트 존 에반, 드러머 클라이브 벙커, 배리모어 발로, 도안 페리, 베이시스트 글렌 코닉, 제프리 해먼드, 존 글래스콕 그리고 데이브 페그 등 여러 해 동안 줄의 회전문을 선보였다.

## 음반 목록

### 스튜디오 음반
- This Was (1968)
- Stand Up (1969)
- Benefit (1970)
- Aqualung (1971)
- Thick as a Brick (1972)
- A Passion Play (1973)
- War Child (1974)
- Minstrel in the Gallery (1975)
- Too Old to Rock 'n' Roll: Too Young to Die! (1976)
- Songs from the Wood (1977)
- Heavy Horses (1978)
- Stormwatch (1979)
- A (1980)
- The Broadsword and the Beast (1982)
- Under Wraps (1984)
- Crest of a Knave (1987)
- Rock Island (1989)
- Catfish Rising (1991)
- Roots to Branches (1995)
- J-Tull Dot Com (1999)
- The Jethro Tull Christmas Album (2003)
- The Zealot Gene (2022)[4]
- RökFlöte (2023)
- Curious Ruminant (2025)